# Johan Gielen
Johan Gielen ( 23. února 1968, Mol, Belgie) je známý trancový producent, DJ a remixer.
Svoji kariéru zahájil v sedmnácti letech ve své rodné zemi a během patnácti let dosáhl mezinárodní známosti jako DJ v Japonsku, Austrálii, Německu, Španělsku, Nizozemí, Anglii, Severním Irsku, Izraeli a nyní je stálý DJ v klubu Gorgeous v Kodani, Dánsko.
Kromě DJ'ingu je velmi úspěšným trancovým producentem, který spolupracuje se svým „hudebním partnerem“ Svenem Maesem. Johan a Sven stojí za evropskými hity Svenson & Gielen, Balearic Bill, Des Mitchell, Abnea a Airscape. Mimoto jsou známí svými remixy, které se objevily v produkci skupin jako Chicane, Delerium, Vengaboys, Tiësto, Scooter, Boy George a dalších. Také se ukázalo, že jsou schopni tvorby komerčních tanečních hitů, poté co dokončili singl pro Alice DeeJay.
Téměř po dvou letech, co vystupovat v Saturday night party a výstupy v show "Lift Off" vysílanou každý týden na stanici ID&T, se rozhodl opustit tuto stanici a nastoupil do Fresh FM, kde každou sobotu od 21:00 do 23:00 uvádí svou každotýdenní show "In Session".

## Diskografie

### Alba (sólo)
- 2006 Revelations

### Singly (sólo)
- 2005 Flash
- 2005 Dreamchild
- 2005 Show Me What You Got
- 2006 Physical Overdrive
- 2007 Revelations